# Плесневые грибы
Пле́сневы́е грибы́, или пле́сень, — различные грибы (в основном зиго- и аскомицеты), образующие ветвящиеся мицелии без крупных, легко заметных невооружённым глазом плодовых тел.

## Некоторые семейства, роды и виды плесневых грибов

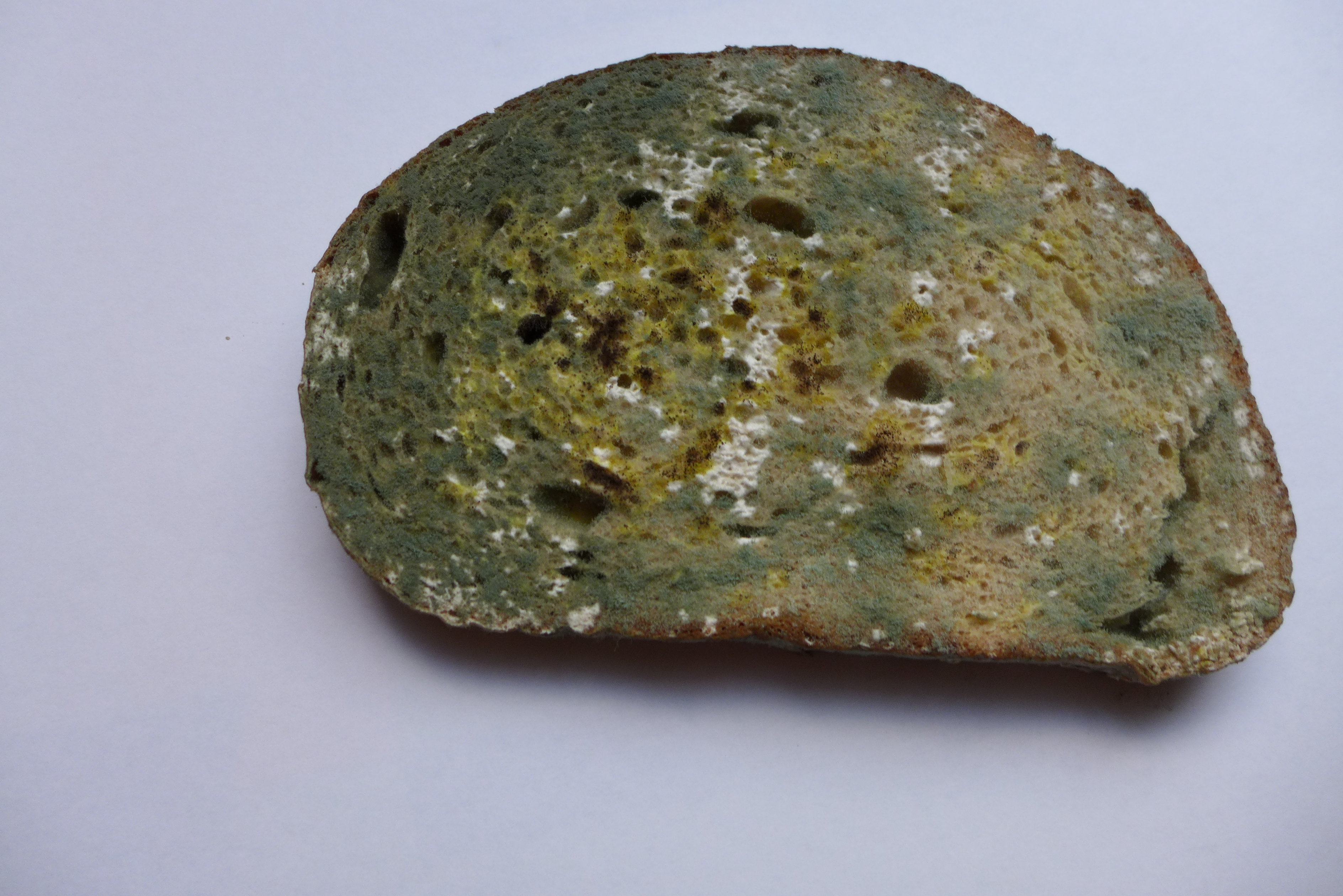
Плесень на хлебе

- Sarocladium kiliense
- Aspergillus
- Dematiaceae
- Fusarium
- Moniliaceae
- Onychocola
- Penicillium
- Cladosporium
- Rhizopus
- Trichodermis
- Alternaria
- Mucor

## Распространение в природе
Плесневые грибы распространены повсеместно. В основном они растут в тёплых влажных местах на питательных средах. Также плесень может распространяться и по воздуху в удобном для её обитания месте.

## Применение

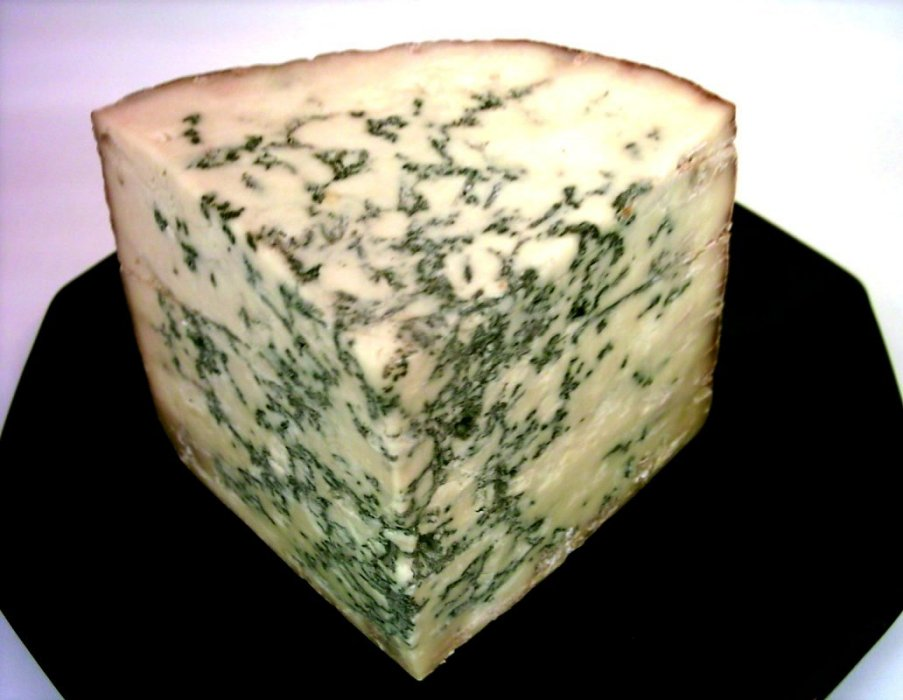
Сыр стилтон содержит «благородную плесень»

Плесневые грибы довольно широко используются человеком.
- Штаммы гриба Aspergillus niger применяются для производства лимонной кислоты из сахаристых веществ[2].
- Штаммы Botrytis cinerea («благородная гниль») поражают виноград, используемый для производства некоторых вин (токай, сотерн, трокенбееренауслезе).
- Другие виды плесени (т. н. «благородная плесень») используются для выделки особых сортов сыра (рокфор, камамбер).
- Часто плесень поражает плодовые тела съедобных грибов и делает их непригодными для сбора. Но иногда такие грибы становятся особыми объектами грибной охоты: например, гипомицес млечниковый (Hypomyces lactifluorum).
- Из пеницилла получают лекарственное средство пенициллин.

## Опасность плесневых грибов

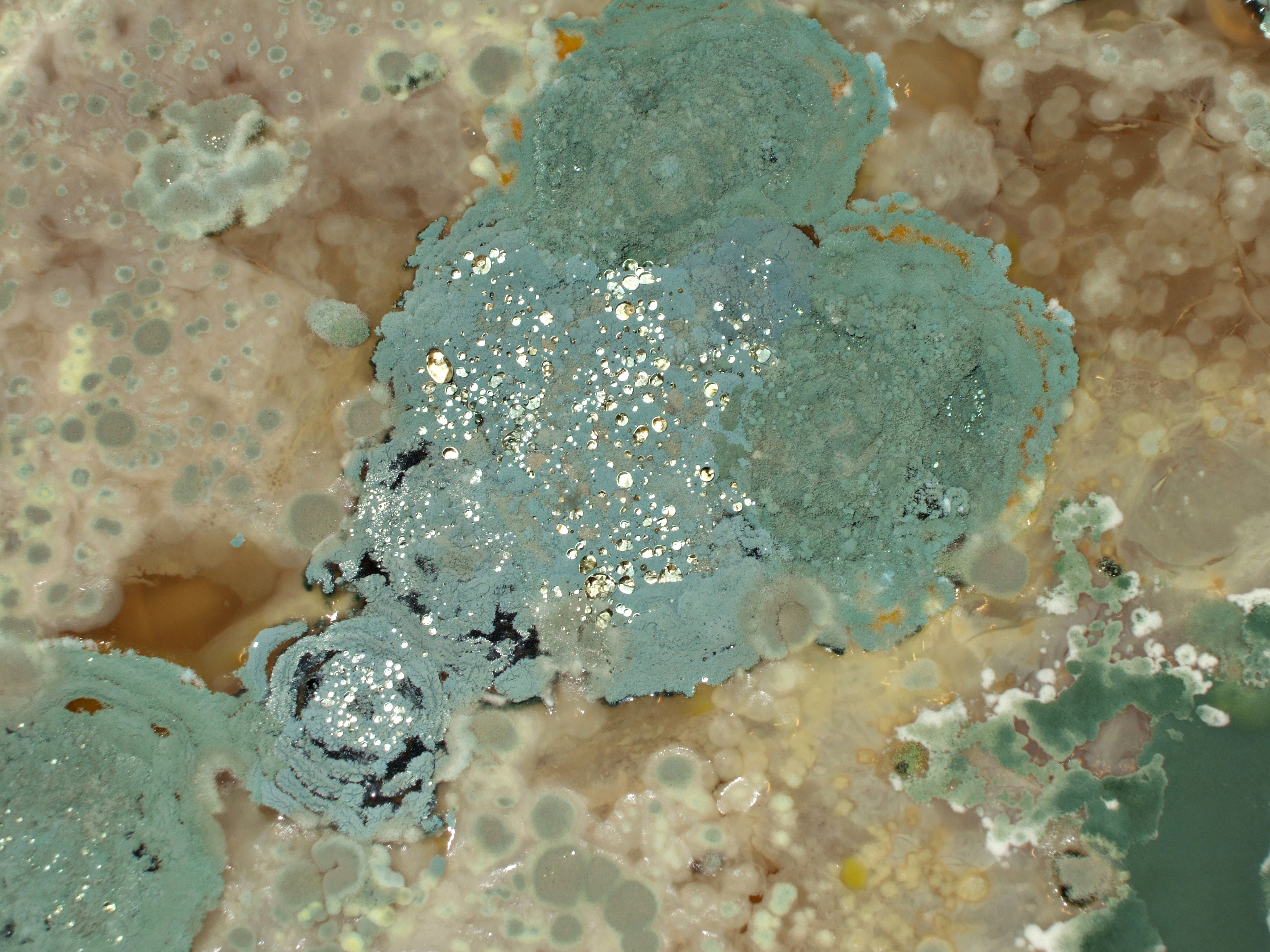
Плесень на поверхности жидкости

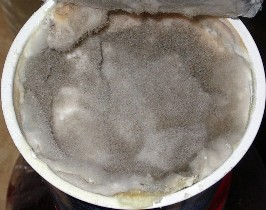
Испорченный сыр, покрытый плесенью

### Опасность для человека

#### Микотоксины и антибиотики
Многие плесневые грибы вырабатывают вторичные метаболиты — антибиотики и микотоксины, угнетающе или токсично действующие на другие живые организмы. Наиболее известны следующие вещества:
- Микотоксины:
  - афлатоксин, являющийся сильнейшим гепатоканцерогеном и ослабляющий иммунную систему[3],
  - Т-2;
- Антибиотики:
  - пенициллин,
  - цефалоспорины,
  - циклоспорин.

#### Патогены
Некоторые плесневые грибы могут вызывать заболевания человека и других животных — аспергиллёзы, онихомикозы и другие.

### Плесневые грибы и сельское хозяйство
Некоторые плесневые грибы могут оказывать неблагоприятное действие на здоровье сельскохозяйственных животных.
Грибы поражают запасы зерна, фураж, солому и сено. Иногда продукты становятся непригодными к использованию из-за токсичности метаболитов гриба.

#### Некоторые плесневые грибы — вредители и патогены

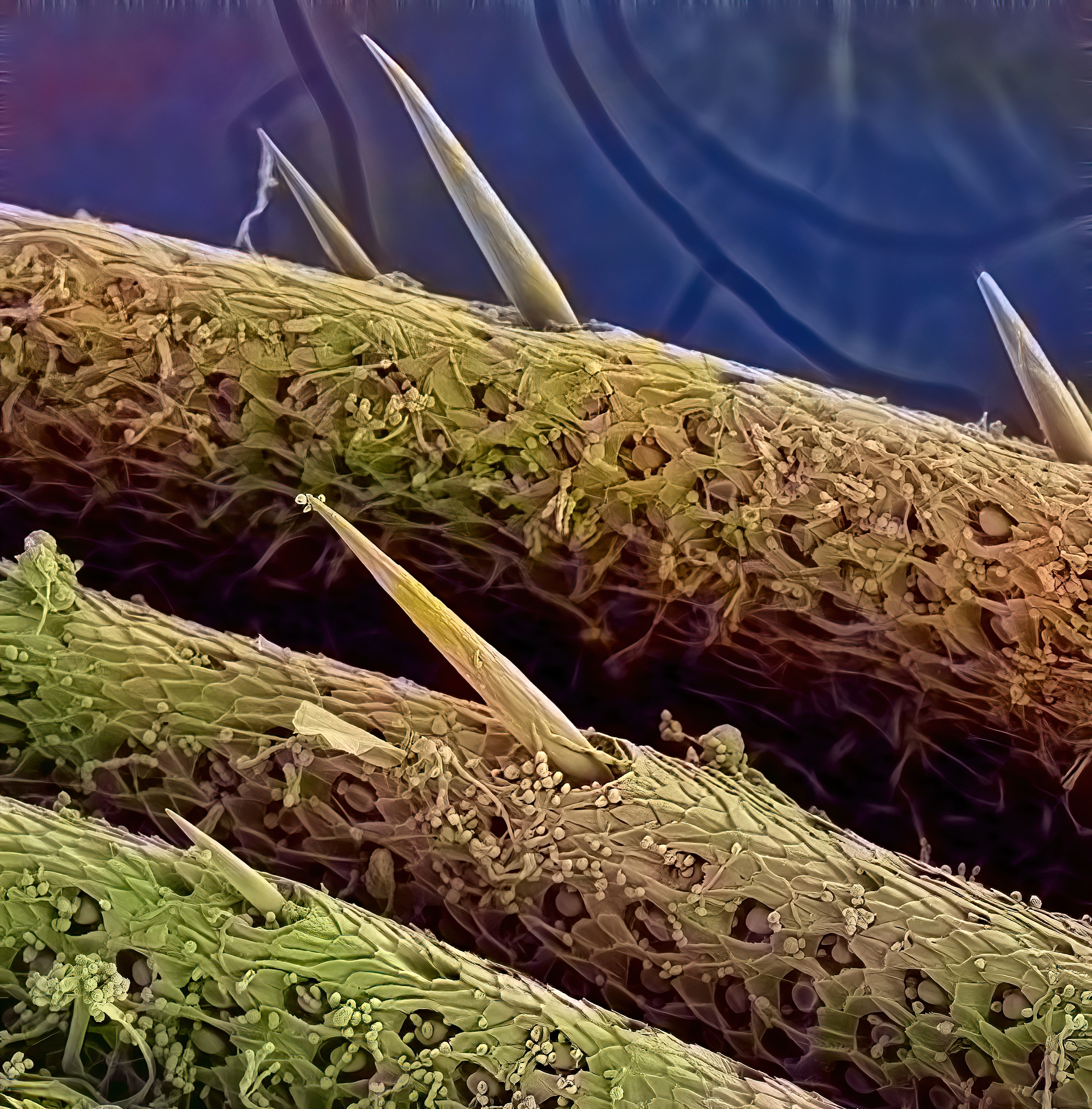
Плесень на антенне майского жука

- Фузариум

### Опасность для строительных и отделочных материалов
Развитие плесневых грибов на поверхности строительных и отделочных материалов приводит к физическому разрушению последних. Особенно вредоносное влияние оказывает плесень на деревянные конструкции. Является пороком древесины из группы грибных поражений. Плесень — один из основных участников процессов биокоррозии и биодеградации материалов.

### Опасность для хранилищ документов
Заражение документов плесневыми грибами в архивах и хранилищах является основной причиной повреждений документов и угрозой для их сохранности. Наиболее активно плесень развивается в условиях повышенной влажности, слабого или отсутствующего проветривания или вентиляции. При прорастании в бумаге она приводит к разложению целлюлозы и клея в корешках книг.

### Опасность для магнитных носителей
Носители информации на магнитных лентах или магнитных дисках также подвержены разрушению под действием плесени при неправильном хранении. Люди, которые отправляли свои катушки, аудио- или видеокассеты, дискеты на хранение в гараж, чердак, сарай, потом обнаруживали на торцах лент в катушках наросты белой плесени, которая прорастает не только на торцах, но и, при глубоком проникновении, по всей плоскости ленты. Такие ленты можно очистить, например, прогнав через ватный тампон, смоченный изопропиловым спиртом. При проигрывании поражённый грибком носитель заражает спорами плесени устройство, его считывающее, а это устройство впоследствии заражает спорами плесени другие носители.